# Jesse Guilmette
Pour les articles homonymes, voir The Blade (homonymie).
 (juillet 2021).
Jesse Guilmette (né le 2 juin 1980 à Buffalo, New York) est un catcheur américain. Il travaille actuellement à la All Elite Wrestling, sous le nom de The Blade.
Il est aussi connu pour avoir travaillé à la Total Nonstop Action Wrestling sous le nom de Braxton Sutter de 2015 à 2018.

## Carrière

### Total Nonstop Action Wrestling/Impact Wrestling (2015-2018)

#### TNA One Night Only (2015-2016)
Il fait ses débuts à la TNA le 6 mai à TNA One Night Only: X-Travaganzaen perdent contre Jay Rios et Kenny King dans un Triple Threat Match remporter par ce dernier

#### Débuts à Impact et Course au TNA X Division Championship (2016-2018)
Il fait ses débuts sous un nouveau nom celui de Braxton Sutter, le 7 juin à Impact Wrestling en battant Bill Callous. Lors de Slammiversary, il perd contre James Storm.

#### Manager de Su Yung et départ (2018)
Le 19 avril 2018 à Impact, Sutter et Su Yung battent Fallah Bahh et Keira Hogan. Le 22 avril à Redemption, il tente de faire perdre Allie au cours de son match contre Su Yung, en vain puisque Yung perdra son match. Le 26 avril à Impact, il perd face à Moose.
Le 27 avril 2018, il annonce son départ de la compagnie.

### All Elite Wrestling (2019-...)
Guillmette fait es débuts à la All Elite Wrestling sous le nom de The Blade dans l'édition du 27 novembre 2019 de AEW Dynamite en tant que heel en attaquant Cody, avec The Butcher (Andy Williams du groupe Every Time I Die) et sa femme The Bunny.
Le 11 décembre, The Butcher and The Blade battent QT Marshall et Cody Rhodes.

## Palmarès
- Combat Zone Wrestling
  - 1 fois CZW World Tag Team Champion avec BLK Jeez

- Empire States Wrestling
  - 1 fois ESW Tag Team Champion avec Kevin Grace

- Heartland Wrestling Association
  - 2 fois HWA Heavyweight Champion
  - 1 fois HWA Cruiserweight Champion

- National Wrestling Alliance
  - 1 fois NWA National Heavyweight Champion
  - 1 fois NWA Empire Heavyweight Champion

- Smash Wrestling
  - F8tful Eight Tournament (2016)

- Squared Circle Wrestling
  - 1 fois SCW Premier Champion
  - Premier Title Tournament (2011)

- Upstate Pro Wrestling
  - 1 fois NWA New York Heavyweight Champion

## Récompenses des magazines
- Pro Wrestling Illustrated

| Année | 2001 | 2002 à 2005 | 2006 | 2007       | 2008 | 2009 | 2010 | 2011 | 2012 | 2013 | 2014 | 2015 | 2016 | 2017 | 2018 | 2019 | 2020 | 2021       | 2022 |
| ----- | ---- | ----------- | ---- | ---------- | ---- | ---- | ---- | ---- | ---- | ---- | ---- | ---- | ---- | ---- | ---- | ---- | ---- | ---------- | ---- |
| Rang  | 500  | Non classé  | 463  | Non classé | 256  | 248  | 294  | 303  | 299  | 275  | 249  | 232  | 159  | 139  | 218  | 229  | 313  | Non classé | 454  |